# Tropismo

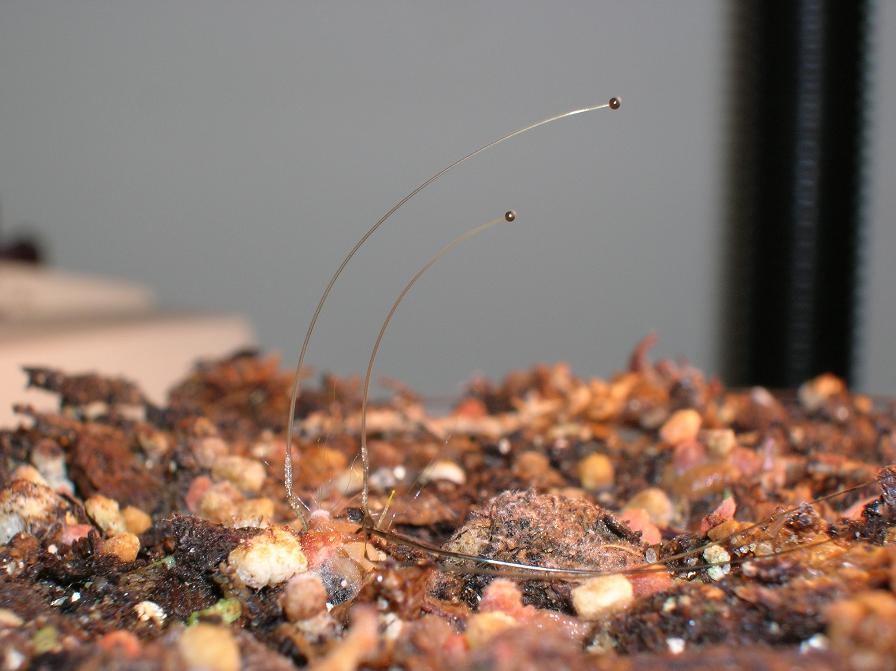
Fungos do gênero Phycomyces sob ação de fototropismo.

Tropismo é o fenómeno biológico que orienta o crescimento de um organismo, particularmente plantas, em resposta a um estímulo ambiental. Estas respostas ocorrem devido à ação de algumas hormonas como por exemplo, as auxinas. Os estímulos podem ser positivos, ou seja, em direção ao estímulo externo, ou negativos, quando a resposta se dá em direção oposta ao estímulo externo
. Os principais tipos de tropismos são:
- Fototropismo: quando o agente é a luz solar, provocando um fototropismo positivo, que é o crescimento da planta(caule) em direção à fonte luminosa. Isso ocorre pois as hormonas de crescimento (auxina) migrarão para a parte não iluminada (fugindo à luz), o que faz com que essa região cresça mais rapidamente provocando uma curvatura em direção ao estímulo.

- Geotropismo: quando o agente é a ação da gravidade.

- Quimiotropismo: quando o agente é químico. Ex.: tubo polínico em direção ao óvulo.

- Tigmotropismo: quando cresce em torno de um suporte. Ex.: gavinhas.

- Hidrotropismo: quando o vegetal cresce em resposta à água.
- Petrotropismo, quando o vegetal cresce em resposta ao petróleo